# BLØF
BLØF — голландская рок-группа, основанная во Флиссингене, басистом Петером Слагером, в 1992 году. В настоящее время в состав входят Слагер, Паскаль Якобсен (ведущий вокалист и гитарист), Бас Кеннис (клавишные) и Норман Бонинк (ударные). Бывшие участники — барабанщики Хенк Тьёнк и Крис Гётте. Четыре участника группы пишут музыку вместе, но Слагер полностью отвечает за тексты песен.
BLØF была признана «самой успешной голландскоязычной группой всех времен» и «самой успешной группой Зеландии». Они стали четвертой голландской группой, 40 хит-синглов которой попали в Dutch Top 40, и у них есть две песни под номером один: «Holiday in Spain» с американской группой Counting Crows (пять недель, 2004) и «Zoutelande» с бельгийской певицей Гейке Арнарт (десять недель, 2018).
Первым хитом группы стала песня «Liefs uit Londen» 1998 года. Барабанщик Крис Гётте погиб в аварии на мотоцикле в 2001 году, его сменил Бонинк. В 2006 году они стали первой рок-группой, выступившей в Бутане, и их концерт стал самым посещаемым концертом в стране на сегодняшний день. BLØF также выиграли восемь премий Edison Award, включая пять премий «Лучшая группа в Нидерландах».

## Наследие
Достижения
BLØF считаются самой успешной голландскоязычной музыкальной группой всех времен и самой популярной группой из провинции Зеландия. С 1998 по 2014 год они ежегодно записывали по одному хиту в Dutch Top 40. С «Horizon» в 2021 году они стали четвертой голландской группой, достигшей 40 мест в Top 40, после BZN, Golden Earring и Normaal.
Критика
Группа также имела негативную репутацию среди некоторых голландцев, особенно из-за критики текстов песен Слэгера. В 2015 году Vice написал, что «с тех пор, как Kane распалась, BLØF стали самой ненавистной группой в Нидерландах». Телевизионный спецвыпуск новостной программы EenVandaag, посвященный 20-летию группы, был отменен, потому что режиссер сослался на популярный аккаунт в Твиттер, критикующий тексты песен BLØF, из-за чего менеджер группы отклонил эти вопросы. Голландский сайт о ночной жизни Partyscene в 2018 году назвал BLØF вторым самым ненавистным голландским коллективом за их «кривые тексты песен» и «развратное бахвальство певца Паскаля». De Volkskrant сообщил о возобновлении ненависти к BLØF и другим поп-артистам после неожиданного успеха «Zoutelande» в 2018 году.
Тем не менее, в 2017 году Слэгер выиграл премию Lennaert Nijgh (как лучший голландский поэт-песенник), и жюри заявило, что «он использует тонкий подход, делая многие из своих текстов многоинтерпретируемыми. Сам факт того, что каждый может получить свой собственный опыт с текстом Петера, играет важную роль в успехе BLØF». Слэгер ответил своим критикам, сказав: «Добьюсь ли я успеха, зависит не от меня», и отметил, что его воспитание в Зеландии повлияло на его постоянное использование морской символики.

## Дискография
Смотри статью «Дискография BLØF» в англ. разделе.
- Naakt onder de hemel (1995)
- Helder (1997)
- Boven (1999)
- Watermakers (2000)
- Blauwe Ruis (2002)
- Omarm (2003)
- Umoja (2006)
- Oktober (2008)
- April (2009)
- Alles Blijft Anders (2011)
- In Het Midden van Alles (2014)
- De Grasbroek Sessies (2015)
- Aan (2017)
- Polaroid (2022)